# Liste der Kulturdenkmale in Oberrothenbach
Die Liste der Kulturdenkmale in Oberrothenbach enthält die in der amtlichen Denkmalliste des Landesamtes für Denkmalpflege Sachsen ausgewiesenen Kulturdenkmale im Zwickauer Ortsteil Oberrothenbach.

## Legende
- Bild: Bild des Kulturdenkmals, ggf. zusätzlich mit einem Link zu weiteren Fotos des Kulturdenkmals im Medienarchiv Wikimedia Commons. Wenn man auf das Kamerasymbol klickt, können Fotos zu Kulturdenkmalen aus dieser Liste hochgeladen werden:
- Bezeichnung: Denkmalgeschützte Objekte und ggf. Bauwerksname des Kulturdenkmals
- Lage: Straßenname und Hausnummer oder Flurstücknummer des Kulturdenkmals. Die Grundsortierung der Liste erfolgt nach dieser Adresse. Der Link (Karte) führt zu verschiedenen Kartendiensten mit der Position des Kulturdenkmals. Fehlt dieser Link, wurden die Koordinaten noch nicht eingetragen. Sind diese bekannt, können sie über ein Tool mit einer Kartenansicht einfach nachgetragen werden. In dieser Kartenansicht sind Kulturdenkmale ohne Koordinaten mit einem roten bzw. orangen Marker dargestellt und können durch Verschieben auf die richtige Position in der Karte mit Koordinaten versehen werden. Kulturdenkmale ohne Bild sind an einem blauen bzw. roten Marker erkennbar.
- Datierung: Baubeginn, Fertigstellung, Datum der Erstnennung oder grobe zeitliche Einordnung entsprechend des Eintrags in der sächsischen Denkmaldatenbank
- Beschreibung: Kurzcharakteristik des Kulturdenkmals entsprechend des Eintrags in der sächsischen Denkmaldatenbank, ggf. ergänzt durch die dort nur selten veröffentlichten Erfassungstexte oder zusätzliche Informationen
- ID: Vom Landesamt für Denkmalpflege Sachsen vergebene, das Kulturdenkmal eindeutig identifizierende Objekt-Nummer. Der Link führt zum PDF-Denkmaldokument des Landesamtes für Denkmalpflege Sachsen. Bei ehemaligen Kulturdenkmalen können die Objektnummern unbekannt sein und deshalb fehlen bzw. die Links von aus der Datenbank entfernten Objektnummern ins Leere führen. Ein ggf. vorhandenes Icon  führt zu den Angaben des Kulturdenkmals bei Wikidata.

## Oberrothenbach
| Bild                                    | Bezeichnung | Lage                           | Datierung                                   | Beschreibung | ID       |
| --------------------------------------- | --- | ------------------------------ | ------------------------------------------- | --- | -------- |
| Direkt Bild zu diesem Denkmal hochladen | Wohnstallhaus, Seitengebäude, Stallgebäude und Scheune eines Vierseithofes mit Hofpflasterung und Tor          | Altenburger Straße 59 (Karte)  | 2. Hälfte 18. Jh. (Wohnstallhaus)           | repräsentatives Bauerngehöft um 1800 und später, zwei Bauten mit Fachwerkobergeschoss, baugeschichtlich, regionalgeschichtlich und hausgeschichtlich von Bedeutung. | 09231782 |
| Direkt Bild zu diesem Denkmal hochladen | Mietshaus in offener Bebauung                                                                                  | Altenburger Straße 63 (Karte)  | 1906                                        | für seine Zeit typisches Gebäude, baugeschichtlich bedeutend. ursprünglich falsch erfasst unter Nummer 46 | 09231781 |
| Direkt Bild zu diesem Denkmal hochladen | Ehemalige Schule                                                                                               | Bachsteig 3 (Karte)            | um 1830                                     | heute Wohnhaus, Obergeschoss mit für die Entstehungszeit typischen Fachwerkelementen wie Schwellen, Stielen, Rähmhölzern und Streben, ortsgeschichtlich und baugeschichtlich von Bedeutung. Fachwerkbau mit Frackdach | 09231783 |
| Direkt Bild zu diesem Denkmal hochladen | Seitengebäude und Scheune eines Vierseithofes                                                                  | Bachsteig 5 (Karte)            | 1. H. 19. Jh.                               | Obergeschosse mit für die Entstehungszeit typischen Fachwerkelementen wie Schwellen, Stielen, Rähmhölzern und Streben, baugeschichtlich von Bedeutung. | 09231784 |
| Direkt Bild zu diesem Denkmal hochladen | Drei Gedenksteine für Gefallene des Ersten und Zweiten Weltkrieges                                             | Helmsdorfer Straße (Karte)     | nach 1918 (Kriegerdenkmal Erster Weltkrieg) | | 09231795 |
| Direkt Bild zu diesem Denkmal hochladen | Torhaus eines ehemaligen Bauernhofes (alte Schmiede)                                                           | Helmsdorfer Straße 3 (Karte)   | 2. H. 18. Jh.                               | | 09231787 |
| Direkt Bild zu diesem Denkmal hochladen | Häusleranwesen                                                                                                 | Helmsdorfer Straße 20 (Karte)  | um 1800                                     | Obergeschoss mit für die Entstehungszeit typischen Fachwerkelementen wie Schwellen, Stielen, Rähmhölzern und Streben, baugeschichtlich von Bedeutung, zudem sozialgeschichtlich von Belang. weiter Dachüberstand, Tür im Dachgeschoss. | 09231788 |
| Direkt Bild zu diesem Denkmal hochladen | Wohnstallhaus, Seitengebäude, Scheune und Schuppen eines Vierseithofes sowie Streuobstwiese und Hofpflasterung | Helmsdorfer Straße 21 (Karte)  | 1657 (Wohnstallhaus)                        | markantes ländliches Anwesen seiner Zeit, beeindruckendes Fachwerkensemble, baugeschichtlich und ortsgeschichtlich bedeutend. Wohnstallhaus: gerade Andreaskreuze, vermutlich ursprünglich Umgebindehaus, sehr guter Originalzustand. | 09231789 |
| Direkt Bild zu diesem Denkmal hochladen | Häusleranwesen                                                                                                 | Helmsdorfer Straße 22 (Karte)  | 2. H. 18. Jh.                               | Obergeschoss mit für die Entstehungszeit typischen Fachwerkelementen wie Schwellen, Stielen, Rähmhölzern und Streben, baugeschichtlich von Bedeutung, zudem sozialgeschichtlich von Belang. | 09231790 |
| Direkt Bild zu diesem Denkmal hochladen | Ehemaliges Lehngut, bestehend aus Wohnhaus, Scheune und Seitengebäude                                          | Helmsdorfer Straße 27a (Karte) | um 1800, später erweitert                   | Wohnhaus mit schönem klassizistischem Portal, geschlossen erhaltener Hof, von bauhistorischem und sozialgeschichtlichem Wert. Wohnhaus (erw. 1905) mit Rinder- und Schweinestall: schönes klassizistisches Portal, Walmdach, Scheune: 1905, Seitengebäude (im Kern 1876) mit Pferdestall, weiteren Stallungen, Geschirrkammer u. a., 1904 erweitert bzw. erneuert. | 09231791 |
| Direkt Bild zu diesem Denkmal hochladen | Schule | Helmsdorfer Straße 37 (Karte)  | 1901                                        | abgesehen von späteren Vereinfachungen, charakteristische versachlichter Bau nach 1900, baugeschichtlich bedeutend, zudem mit seiner Funktion ortsgeschichtlich von Belang. | 09231792 |
| Direkt Bild zu diesem Denkmal hochladen | Seitengebäude                                                                                                  | Helmsdorfer Straße 39 (Karte)  | 2. H. 18. Jh.                               | landschaftstypisches Fachwerkgebäude mit für die Entstehungszeit typischen Elementen wie Schwellen, Stielen, Rähmhölzern und Streben, dazu einige bauzeitliche Schiebefenster, baugeschichtlich und hausgeschichtlich von Bedeutung. einige Schiebefenster erhalten                                                                                                | 09231793 |
| Direkt Bild zu diesem Denkmal hochladen | Wohnstallhaus eines ehemaligen Bauernhofes                                                                     | Helmsdorfer Straße 40 (Karte)  | 1623 Dendro                                 | Obergeschoss und Giebel mit für die Entstehungszeit typischen Fachwerkelementen wie Schwellen, Stielen, Rähmhölzern, Streben und Andreaskreuzen, baugeschichtlich von Bedeutung. | 09231794 |
| Direkt Bild zu diesem Denkmal hochladen | Transformatorenstation                                                                                         | Helmsdorfer Weg (Karte)        | 1913                                        | im Sinne des Heimatschutzes traditionell errichtet, baugeschichtlich und technikgeschichtlich von Bedeutung. Ziegelmauerwerk, Obergeschoss mit Holzschalung, Krüppelwalmdach mit Formziegel, Stahltür, Fenster Metallrahmen mit Drahtglas | 09231796 |
| Direkt Bild zu diesem Denkmal hochladen | Wohnstallhaus, Scheune und Seitengebäude eines Dreiseithofes                                                   | Helmsdorfer Weg 2 (Karte)      | um 1820 (Wohnstallhaus)                     | charakteristische ländliche Bauten ihrer Zeit, mit Fachwerk, zum Teil verputzt und verbrettert, baugeschichtlich von Bedeutung. | 09231785 |
| Direkt Bild zu diesem Denkmal hochladen | Wohnhaus und Schuppen                                                                                          | Messeler Weg 1 (Karte)         | 1891                                        | markanter, früher historistischer Bau mit zurückhaltender, aber nobler Gestaltung, baugeschichtlich bedeutend. | 09231786 |